# 타이베이 첩운 단수이신이선
타이베이 첩운 단수이신이선(중국어 정체자: 淡水信義線, 한자음: 담수신의선, 영어: Tamsui-Xinyi line)은 중화민국(대만)의 타이베이 MRT 공사에서 운영하는 타이베이 첩운 노선 중 하나이다. 건설기간과 단계에 따라 사용하는 명칭이 다르며, 타이베이 MRT 단수이 선(淡水線)과 타이베이 MRT 신이선(信義線)으로 구분된다. 중정 기념당역(中正紀念堂站)을 기준으로 하여, 북쪽을 단수이선, 동쪽을 신이선이라고 부른다. 단수이선은 타이완에서 최초로 일반 철로를 도시 철도로 개조해 사용하는 노선이다. 단수이선의 전신은 타이완 철로 관리국(臺灣鐵路管理局)의 TRA 단수이선(臺鐵淡水線)이다. 타이베이 첩운 단수이신이선은 중전철계통에 속하며, 위안산 역(圓山站)의 이남 지역은 모두 지하선로구간이며, 위안산역부터 베이터우역(北投站)까지는 고가선로, 베이터우역부터 훙수린 역(紅樹林站)까지는 평면선로로 이루어져있다. 북쪽 종착역인 단수이역(淡水站)은 고가역이다. 단수이신이선은 단수이젼의 단수이역에서부터 단수이허를 끼고 관두역(關渡站)까지 이어지며, 중양베이루를 따라 베이터우역까지 연결된다. 베이터우역에서 동화지에와 시안지에사이를 따라 스린 역(士林站)을 지난다. 남쪽으로 지룽허를 건넌 후, 위먼지에에서 지하로 내려가며, 선형공원 밑을 따라 타이베이역(台北車站)까지 이어진다. 이어서, 중정 기념당역을 거쳐 뤄쓰푸루, 아이궈둥루,항저우난루, 신이루 등을 따라 종착역인 샹산역(象山站)에 도착하게 된다. 샹산역에서 신이루를 따라 광츠보아이위안(廣慈博愛院)일대로 가는 연장 계획도 구상중이다. 총 연장 32.3 킬로미터이다.

## 지선
타이베이 첩운 단수이신이선은 지선 한 노선을 가지고 있다.
타이베이 MRT 신베이터우 지선(新北投支線)으로서, 이 노선의 전신은 타이완 철로 관리국의 TRA 신베이터우선이다. 신베이터우지선은 중전철계통에 속하며, 전선이 고가로 이루어져 있다. 노선은 단수이선의 베이터우역의 동북쪽으로 갈라져 나와 신베이터우역(新北投站)까지 이어진다. 총 연장 1.2 킬로미터이며, 베이터우역과 신베이터우 두 역간만을 운행한다.

## 연혁
- 1988년 7월 : 단수이 선 건설 시작.
- 1997년 3월 28일 : 단수이 선의 단수이~중산 구간이 개설되어 운행 시작.
- 1997년 12월 25일 : 중산~타이베이역 구간 운행 시작.
- 1998년 12월 24일 : 타이베이역~중정기념당 구간 운행 시작.
- 2002년 11월 1일 : 신이선 건설 공사 중단.[1]
- 2010년 2월 12일 : 신이선 동부 연장선이 행정원의 승인을 받았다.
- 2010년 7월 15일 : 실드 터널 공사의 마지막 부분이 완료되어 터널 공사 완료.[2]
- 2013년 10월 15일 : 노선의 예비 검사를 완료.[3]
- 2013년 11월 24일 : 중정기념당~샹산 구간이 개설되어 영업 운행을 시작.[4]

## 철도 차량
수년 동안 단수이 선은 여러 유형의 차량을 사용했다. 처음에는 C301 차량을 사용했다. 1997년에 C321 전동차가 도입되었다. 2007~2013년에는 C301 및 C321 차량 중 일부를 대체하는 최신 전동차인 C371 및 C381 차량이 도입되었다.

## 열차 운행 방식
2017년 12월 기준으로 일반적인 운행은 아래와 같다.
- 단수이—샹산 : 시간당 열차 8대
- 베이터우—다안 : 시간당 열차 7대
- 베이터우—신베이터우

## 역 소개
| 역 번호 | 역명                     | 역명                         | 역명                                    | 접속 노선                                                                                 | 소재지     | 소재지        |
| 역 번호 | 한국어                   | 중국어 (한국 한자음)         | 영어                                    | 접속 노선                                                                                 | 소재지     | 소재지        |
| ------- | ------------------------ | ---------------------------- | --------------------------------------- | ----------------------------------------------------------------------------------------- | ---------- | ------------- |
| R28     | 단수이                   | 淡水 담수                    | Tamsui                                  | ■ 단하이 경전철 남해선                                                                    | 신베이시   | 단수이구      |
| R27     | 훙수린                   | 紅樹林 홍수림                | Hongshulin                              | ■ 단하이 경전철 녹산선                                                                    | 신베이시   | 단수이구      |
| R26     | 주웨이                   | 竹圍 죽위                    | Zhuwei                                  |                                                                                           | 신베이시   | 단수이구      |
| R25     | 관두                     | 關渡 관도                    | Guandu                                  |                                                                                           | 타이베이시 | 베이터우구    |
| R24     | 중이                     | 忠義 중의                    | Zhongyi                                 |                                                                                           | 타이베이시 | 베이터우구    |
| R23     | 푸싱강                   | 復興崗 부흥강                | Fuxinggang                              |                                                                                           | 타이베이시 | 베이터우구    |
| R22     | 베이터우                 | 北投 북투                    | Beitou                                  | ■ 타이베이 첩운 신베이터우 지선                                                           | 타이베이시 | 베이터우구    |
| R21     | 치옌                     | 奇岩 기암                    | Qiyan                                   |                                                                                           | 타이베이시 | 베이터우구    |
| R20     | 치리안                   | 唭哩岸 기리안                | Qilian                                  |                                                                                           | 타이베이시 | 베이터우구    |
| R19     | 스파이 (룽쭝)            | 石牌 (榮總) 석패             | Shipai (Veterans General Hospital)      |                                                                                           | 타이베이시 | 베이터우구    |
| R18     | 밍더                     | 明德 명덕                    | Mingde                                  |                                                                                           | 타이베이시 | 베이터우구    |
| R17     | 즈산                     | 芝山 지잔                    | Zhishan                                 | ■ 타이베이 첩운 서쯔선                                                                    | 타이베이시 | 스린구        |
| R16     | 스린                     | 士林 사림                    | Shilin                                  | ■ 타이베이 첩운 환상선                                                                    | 타이베이시 | 스린구        |
| R15     | 젠탄 (타이베이예술센터)  | 劍潭 (北藝中心) 검담         | Jiantan (Taipei Performing Arts Center) |                                                                                           | 타이베이시 | 스린구        |
| R14     | 위안산                   | 圓山 원산                    | Yuanshan                                |                                                                                           | 타이베이시 | 중산구 다퉁구 |
| R13     | 민취안 서로              | 民權西路 민권서로            | Minquan W. Rd.                          | 타이베이 첩운 중허신루선                                                                  | 타이베이시 | 중산구 다퉁구 |
| R12     | 솽롄 (맥케이기념병원)    | 雙連 (馬偕紀念醫院) 쌍련     | Shuanglian (Mackay Memorial Hospital)   | ■ 타이베이 첩운 민성시즈선                                                                | 타이베이시 | 중산구 다퉁구 |
| R11     | 중산                     | 中山 중산                    | Zhongshan                               | 타이베이 첩운 쑹산신뎬선                                                                  | 타이베이시 | 중산구 다퉁구 |
| R10     | 타이베이역               | 台北車站 대북차참            | Taipei Main Station                     | 타이베이 첩운 반난선 타오위안 국제공항 첩운 ■ 타이완 철로 관리국 종관선 ■ 타이완 고속철도 | 타이베이시 | 중정구        |
| R09     | 대만대학병원             | 台大醫院 대대의원            | National Taiwan University Hospital     |                                                                                           | 타이베이시 | 중정구        |
| R08     | 중정기념당 (난먼)        | 中正紀念堂 (南門) 중정기념당 | Chiang Kai-Shek Memorial Hall (Nanmen)  | 타이베이 첩운 쑹산신뎬선 ■ 타이베이 첩운 완다중허수린선                                   | 타이베이시 | 중정구        |
| R07     | 둥먼                     | 東門 동문                    | Dongmen                                 | 타이베이 첩운 중허신루선                                                                  | 타이베이시 | 중정구 다안구 |
| R06     | 다안 삼림공원            | 大安森林公園 대안삼림공원    | Daan Park                               |                                                                                           | 타이베이시 | 다안구        |
| R05     | 다안                     | 大安 대안                    | Daan                                    | 타이베이 첩운 원후선                                                                      | 타이베이시 | 다안구        |
| R04     | 신이안허                 | 信義安和 신의안화            | Xinyi Anhe                              |                                                                                           | 타이베이시 | 다안구        |
| R03     | 타이베이101/세계무역센터 | 台北101/世貿 대북101/세무    | Taipei 101/World Trade Center           |                                                                                           | 타이베이시 | 신이구        |
| R02     | 샹산                     | 象山 상산                    | Xiangshan                               |                                                                                           | 타이베이시 | 신이구        |
| R01     | 광츠/펑톈궁              | 廣慈/奉天宮 광자/봉천궁      | Guangci/Fengtian Temple                 |                                                                                           | 타이베이시 | 신이구        |
| R22A    | 신베이터우               | 新北投 신북투                | Xinbeitou                               |                                                                                           | 타이베이시 | 베이터우구    |
| R22     | 베이터우                 | 北投 북투                    | Beitou                                  | 타이베이 첩운 단수이신이선                                                                | 타이베이시 | 베이터우구    |

## 안내방송
중국어, 영어, (일본어, 한국어,) 대만어, 객가어로 안내
일본어와 한국어로 안내하는 역은 다음과 같습니다.
- 타이베이101/세계무역센터
- 다안
- 둥먼
- 중정기념당
- 타이베이역
- 중산
- 민취안 서로
- 젠탄
- 스린
- 베이터우
- 단수이 (종점 역)

## 같이 보기
- 타이베이 첩운 신베이터우 지선